# Джордан (река, Тасмания)
Джордан (англ. Jordan River) — река на острове Тасмания (Австралия), левый приток реки Деруэнт.

## История
Тасманийские аборигены использовали для этой реки название Кута-Лина (Kuta-Lina).
В посёлке Брайтон у берега реки Джордан находится одно из известных мест археологических раскопок, связанных с аборигенами — Jordan River Levee («дамба реки Джордан»). Это место было включено в список объектов Национального наследия Австралии (англ. Australian National Heritage List) 23 декабря 2011 года.

## География

Карта бассейна реки Деруэнт с указанием реки Джордан

Река Джордан вытекает из небольшого озера Тайбериас (Lake Tiberias), расположенного в регионе Мидлендс в восточной части Тасмании на высоте 437 м над уровнем моря. Она сначала течёт на северо-запад, а затем, в районе населённого пункта Отлендс поворачивает на юг, и продолжает течь преимущественно в южном направлении до места впадения в реку Деруэнт. Устье реки Джордан находится в верхней части эстуария реки Деруэнт, у посёлка Бриджуотер.
Площадь бассейна реки Джордан составляет 1243 км² — примерно 13 % общей площади бассейна реки Деруэнт. Среднегодовое количество осадков на территории бассейна реки Джордан — 565 мм. Длина реки — примерно 111 км.
Через реку Джордан есть несколько автомобильных и железнодорожных мостов. Её два раза пересекает автомобильная дорога  Мидленд-Хайвей (Midland Highway), соединяющая Хобарт с Лонсестоном. Есть также пересечения с автодорогами  Лейк-Хайвей (Lake Highway) и  Ист-Деруэнт-Хайвей (East Derwent Highway).

## Рыбная ловля
Ловля форели в реке Джордан не развита. В нижнем течении реки водится австралийский карась (Acanthopagrus butcheri, англ. black bream).